# Rickard Svanstedt
John Rickard Svanstedt, född 14 oktober 1988, är en svensk travtränare och travkusk. Svanstedt har ett fyrtiotal hästar i träning (2019), som han tränar på Bjertorps travanläggning utanför Kvänum. Mest vinstrik i stallet är Baron Gift, som tjänat drygt två miljoner kronor. Svanstedts hemmabana är Axevalla.
Han är son till Åke Svanstedt och bror till Anders Svanstedt.

## Karriär
Rickard Svanstedt växte upp i en travsportintresserad familj (som son till travtränaren och travkusken Åke Svanstedt). Han började jobba i sin fars stall 2010, efter att han studerat på högskolan. Han flyttade även med pappa Åke till USA, där han jobbade i hans stall i Vero Beach i Florida 2013–2014, men flyttade därefter hem till Sverige och jobbade åt sin bror Anders. Under 2015 tog han ut proffslicens och öppnade en egen tränarrörelse.
Mest vinstrik i stallet är Baron Gift, som Svanstedt tränat sedan mitten av 2016. Tillsammans har ekipaget segrat i bland annat E3-revanschen (2016) och Fyraåringsstjärnan (2017).